# Liste de liens familiaux entre personnalités politiques belges
La politique belge est connue pour le nombre de personnalités politiques et conseillers dont un parent ou membre de la famille fut ou est aussi une personnalité politique[réf. nécessaire]. 
On parle parfois de dynasties politiques.  
La liste suivante reprend ces personnalités politiques par groupe linguistique et par orientation politique :

## Groupe néerlandophone

### Socialistes et apparentés
1. Frank Van Acker, fils de Achille Van Acker
2. Édouard Anseele (nl), fils de Edouard Anseele
3. Kurt De Loor, fils de Herman De Loor
4. Michèle Hostekint, fille de Patrick Hostekint
5. Bernard Van Hoeylandt, fils de Karel Van Hoeylandt
6. Maya Detiège, fille de Leona Detiège
7. Leona Detiège, fille de Frans Detiège
8. Bruno Tobback, fils de Louis Tobback
9. Hilde Claes, fille de Willy Claes
10. Freya Van den Bossche, fille de Luc Van den Bossche
11. Peter Vanvelthoven, fils de Louis Vanvelthoven
12. Bert Anciaux, fils de Vic Anciaux
13. Marie-Paule Quix, épouse de Vic Anciaux
14. Stijn Bex, fils de Jos Bex (SP.a)
15. Goedele De Cock (SLP), fille de Dirk De Cock (SLP)
16. Annemie Roppe (SLP), fille de Louis Roppe (CVP)
17. Conner Rousseau, fils de Christel Geerts

### Libéraux
1. Koen Anciaux, fils de Vic Anciaux (SP.a)
2. Roel Anciaux, fils de Vic Anciaux (SP.a)
3. Jacky Buchmann, beau-fils de Paul Kronacker
4. Fons Borginon, petit-fils de Hendrik Borginon (VNV)
5. Miguel Chevalier, frère de Pierre Chevalier
6. Rik Daems, fils de Jos Daems
7. Yannick De Clercq, fils de Willy De Clercq
8. Mathias De Clercq, fils de Yannick De Clercq, petit-fils de Willy De Clercq
9. Ariane De Croo, fille de Herman De Croo
10. Alexander De Croo, fils de Herman De Croo
11. Jean-Jacques De Gucht, fils de Karel De Gucht
12. Frédéric De Gucht (nl), fils de Karel De Gucht
13. Hilde Eeckhout, fille de Basiel Eeckhout
14. Wouter Gabriëls, fils de Jaak Gabriëls
15. Egbert Lachaert, fils de Patrick Lachaert
16. Sabien Lahaye-Battheu, fille de Martial Lahaye
17. Karel Poma, fils de Karel Poma
18. Patrick Dewael, petit-fils de Arthur Vanderpoorten
19. Willem-Frederik Schiltz, fils de Hugo Schiltz (Spirit)
20. Bart Somers, fils de Joos Somers (VU)
21. Martine Taelman, fille de Willy Taelman
22. Herman Vanderpoorten, fils de Arthur Vanderpoorten
23. Marleen Vanderpoorten, fille de Herman Vanderpoorten
24. Eva Vanhengel, fille de Guy Vanhengel
25. Dirk Verhofstadt, frère de Guy Verhofstadt
26. Jef Valkeniers, oncle de Bruno Valkeniers (Vlaams Belang)
27. Pascale Vanaudenhove, fille de Omer Vanaudenhove
28. Valère Vautmans, oncle de Hilde Vautmans
29. Freddy Vreven, fils de Raoul Vreven
30. Martine De Maght (LDD), fille de Anny De Maght (VLD)

### Sociaux-chrétiens
1. Ludwig Caluwé, beau-fils de Herman Suykerbuyk
2. Joachim Coens, fils de Daniël Coens
3. Emmanuel de Bethune, petit-fils de Félix de Bethune (KP)
4. Jean-Baptiste de Bethune (KP), neveu de Félix de Bethune (KP)
5. Sabine de Bethune, fille de Emmanuel de Bethune et petite-fille de Karel Van Cauwelaert de Wyels (KP)
6. Jean de Bethune, fils de Emmanuel de Bethune et petit-fils de Karel van Cauwelaert de Weyls (KP)
7. Emmanuel de Bethune, beau-fils de Karel Van Cauwelaert de Wyels (KP)
8. Karel Van Cauwelaert de Wyels (KP), neveu de Frans Van Cauwelaert (KP)
9. Stefaan De Clerck, fils de Albert De Clerck
10. Tony De Clerck, fils de Albert De Clerck
11. Marie De Clerck, fille de Stefaan De Clerck
12. Pieter De Crem, fils de Jan De Crem
13. Tom Dehaene, fils de Jean-Luc Dehaene
14. Roel Deseyn, neveu de Marc Deseyn et petit-fils de René Lefebvre
15. Paul De Vidts, fils de Romain De Vidts
16. Carl Devlies, fils de Paul Devlies
17. Mark Eyskens, fils de Gaston Eyskens
18. Hilde Houben-Bertrand, fille de Alfred Bertrand
19. Anne Martens, fille de Wilfried Martens
20. Ludovic Moyersoen, fils de Romain Moyersoen
21. Jan Piers, beau-fils de Gustave Sap
22. Louis Roppe jr., fils de Louis Roppe sr.
23. Miet Smet, fille de Albert Smet et épouse de Wilfried Martens
24. Marcel Storme, beau-fils de August De Schryver
25. Robert Vandekerckhove, frère de Rik Vandekerckhove (VU)
26. Robert Vandekerckhove, beau-frère de  Albert De Clerck
27. Eric Van Rompuy, frère de Herman Van Rompuy
28. Peter Van Rompuy, fils de Herman Van Rompuy
29. Tine Van Rompuy, sœur de Herman Van Rompuy (CD&V) et Eric Van Rompuy (CD&V)
30. André Vlerick, beau-fils de Gustave Sap
31. Martin Van Peteghem (nl), père de Vincent Van Peteghem
32. Raf Terwingen, fils de Wim Terwingen

### Nationalistes flamands
1. Matthias Storme, fils de Marcel Storme (CD&V)
2. Koen Dillen (Vlaams Belang), fils de Karel Dillen (Vlaams Belang)
3. Marijke Dillen, fille de Karel Dillen
4. Bart Laeremans, petit-fils de Leo Wouters (VU)
5. Rob Verreycken, fils de Wim Verreycken
6. Bruno Valkeniers, neveu de Jef Valkeniers (VLD)
7. Hans Verreyt, fils de Johan Verreyt
8. Steven Creyelman, frère de Frank Creyelman
9. Sandy Neel, nièce de Staf Neel et fille de Theo Neel
10. Theo Neel, frère de Staf Neel
11. Jules Neel, frère de Staf Neel
12. Dominiek Sneppe, belle-fille de Roger Spinnewyn
13. John Spinnewyn, fils de Roger Spinnewyn
14. Tijl Spinnewyn, fils de Roger Spinnewyn
15. Jim Spinnewyn, fils de Roger Spinnewyn
16. Patrick Spinnewyn, fils de Roger Spinnewyn
17. Emma Vanhecke, mère de Frank Vanhecke
18. Marie-Rose Morel, fille de Chris Morel (CVP)
19. Joos Somers (VU), père de Bart Somers (Open VLD)
20. Minneke De Ridder (NVA), petite-fille de Lode Van Dessel (VU) et fille de Lutgart Van Dessel (NVA)
21. Kristien Van Vaerenbergh (NVA), fille de Etienne Van Vaerenbergh (VU).
22. Lieve Maes (NVA), fille de Bob Maes (VU)

### Écologistes
1. Freya Piryns, petite-fille du nationaliste flamand Remi Piryns
2. Dieter Van Besien, frère de Wouter Van Besien

## Groupe francophone

### Socialistes et apparentés
1. Marc Bolland, fils de Paul Bolland
2. Maurice Bologne, (1900-1984), (RW), fils de Joseph Bologne, (1871-1959)
3. Colette Burgeon, sœur de Willy Burgeon
4. Christophe Collignon, fils de Robert Collignon
5. Robert Collignon, fils de Emile Collignon
6. Carlos Crespo[2] (PS) époux de Catherine Moureaux (PS)
7. Jean-Louis Daerden, frère de Michel Daerden
8. Frédéric Daerden, fils de Michel Daerden
9. Alisson De Clercq, fille de Jean-Pierre De Clercq
10. Jean-Marc Delizée, fils de Roger Delizée
11. Jean-Maurice Dehousse, (1936- ), fils de Fernand Dehousse, (1906-1976)
12. Françoise Dupuis, ex-épouse de Philippe Moureaux
13. Alain Mathot, fils de Guy Mathot
14. José Happart, frère de Jean-Marie Happart
15. Grégory Happart, fils de  Jean-Marie Happart
16. Marc Harmegnies, (1947- ), fils de Lucien Harmegnies, (1916-1994)
17. Maxime Hardy (1987-), fils de Pierre Hardy (1962-) (Ecolo)
18. Olivier Henry, fils de Jean-Pol Henry
19. Paul-Émile Janson, (1872-1941), fils de Paul Janson (1840-1913), (PL) et frère de Marie Spaak-Janson (1873-1960), (PL)
20. Paul-Henri Spaak, (1899-1972), fils de Marie Spaak-Janson, (1873-1960), (PL), petit-fils de Paul Janson, (1840-1913), (PL) et père de Antoinette Spaak (FDF)
21. Jean-Joseph Merlot, (1913-1969), fils du ministre Joseph Merlot (1886-1959)
22. Maurice Mottard, fils de Gilbert Mottard
23. Philippe Moureaux, fils de Charles Moureaux
24. Serge Moureaux, fils de Charles Moureaux (PRL)
25. Catherine Moureaux, fille de Philippe Moureaux et de Françoise Dupuis
26. Maurice Onkelinx (nl), père de Gaston Onkelinx et grand-père de Laurette Onkelinx
27. Laurette Onkelinx, fille de Gaston Onkelinx
28. Alain Onkelinx, fils de Gaston Onkelinx
29. Sophie Pécriaux, fille de Nestor-Hubert Pécriaux
30. Jean-Claude Van Cauwenberghe, fils de André Van Cauwenberghe
31. Philippe Van Cauwenberghe, fils de Jean-Claude Van Cauwenberghe
32. Laurence Wilgaut, fille de Michel Wilgaut
33. Mathieu Vervoort[2] (PS), fils de Rudy Vervoort (PS)
34. Julien Uyttendaele[2] (PS), le beau-fils de Laurette Onkelinx (PS)
35. Maggy Yerna, fille de Jacques Yerna[réf. nécessaire]
36. Jules Eerdekens[3], fils de Claude Eerdekens[4]
37. Guillaume (Willy) Cumps (nl), époux de Susanne Lalemand, père de Marc Cumps[5], grand-père de Fabrice Cumps (compagnon d'Isabelle Emmery)
38. Franz Guillaume, père de François Guillaume[6]

### Libéraux
1. Anne Barzin, fille de Jean Barzin
2. Clémentine Barzin[7], fille de Pierre Barzin
3. Chantal Bertouille, fille de André Bertouille
4. Bernard Clerfayt fils de Georges Clerfayt (FDF)
5. Véronique Cornet fille de Philippe Cornet
6. Philippe Cornet, fils de Clotaire Cornet
7. Christine Cornet d'Elzius, apparentée à la famille de Charles Cornet d'Elzius
8. Olivier de Clippele fils de Jean-Pierre de Clippele
9. David Clarinval (1976 -) neveu de Jean Clarinval
10. Christine Defraigne, fille de Jean Defraigne
11. André Denis, fils de Robert Denis
12. Hubert Dolez, frère de François Dolez
13. Adrien Dolimont, petit-fils de Marcel Nicaise
14. Denis Ducarme, fils de Daniel Ducarme
15. Lucas Ducarme, fils de Daniel Ducarme
16. Renaud Duquesne, fils de Antoine Duquesne
17. Gilles Foret, fils de Michel Foret
18. Jacqueline Galant, fille de Jacques Galant
19. Anne Humblet, fille de Antoine Humblet (PSC)
20. Paul Janson, père de Paul-Emile Janson (Parti ouvrier belge) et Marie Spaak-Janson (PL), grand-père de Paul-Henri Spaak (PS) et arrière-grand-père d'Antoinette Spaak (FDF)
21. Marie Spaak-Janson (PL), fille de Paul Janson (PL), frère de Paul-Emile Janson, mère de Paul-Henri Spaak (PS) et grand-mère de Antoinette Spaak (FDF)
22. Charles de Kerchove de Denterghem, fils de Constant de Kerchove de Denterghem
23. Oswald de Kerchove de Denterghem, fils de Charles de Kerchove de Denterghem
24. André de Kerchove de Denterghem, neveu de Oswald de Kerchove de Denterghem
25. Hippolyte Lippens, beau-fils de Charles de Kerchove de Denterghem
26. Léon Lippens, fils de Maurice Auguste Lippens
27. Leopold Lippens fils de Léon Lippens
28. Charles Michel, fils de Louis Michel
29. Mathieu Michel, fils de Louis Michel
30. Georges Mundeleer, fils de Léon Mundeleer
31. Jean-Baptiste Nothomb (PL), demi-frère de Alphonse Nothomb (PC)
32. Martine Payfa fille de Andrée Payfa et Marcel Payfa
33. Caroline Persoons, fille de François Persoons
34. Philippe Pivin, fils de Jacques Pivin
35. Alex Tromont, fils de Michel Tromont
36. Éléonore Simonet, fille de Jacques Simonet
37. Jacques Simonet, fils de Henri Simonet
38. Thomas Salden, frère de Olivier Chastel
39. Nicolas Reynders, fils de Didier Reynders[8]
40. Dominique Harmel, fils de Pierre Harmel, (1911-2009), père de Nicolas Harmel[9]
41. Michaël Vander Mynsbrugge, père de Dylan Vander Mynsbrugge (candidat MR en 2012 et 2014)
42. Serge de Patoul, père de Jonathan de Patoul[10], cousin de Adélaïde de Patoul
43. Alexandra Dupire[11], fille de Jacques Dupire
44. Martin Jamar[1], fils de Hervé Jamar
45. Olivia Bodson[12], fille de Philippe Bodson
46. Julien Breuer (MR), fils de Jean-François Breuer

### Sociaux-chrétiens et Humanistes
1. Harold Ch. d'Aspremont Lynden, (1914-1967), (PC)[13], fils de Charles d'Aspremont Lynden, (1888-1967), (PC) et petit-fils de Paul de Favereau, (1856-1922), (KP)
2. Charles d'Aspremont Lynden, (1888-1967), (PC), petit-fils de Guillaume d'Aspremont Lynden, (1815-1889), (PC) et beau-fils de Paul de Favereau, (1856-1922), (PC)
3. Michel Barbeaux fils de Victor Barbeaux
4. Benoît Cerexhe, (1961-), fils de Étienne Cerexhe, (1931- ), petit-fils de Joseph Cerexhe (1901-1982) (bourgmestre de Malmedy de 1959-1976)[14]
5. Charles-Ferdinand Nothomb, (1936- ), fils de Pierre Nothomb, (1887-1966)
6. Alphonse Nothomb (1817-1898), (PC), demi-frère de Jean-Baptiste Nothomb, (1805-1881) (PL)[15]
7. Arnold t'Kint de Roodenbeke, (1853-1928), (PC), fils de Henri t'Kint de Roodenbeke, (1817-1900) (PC)
8. Benoît Langendries, (1978- ), fils de Raymond Langendries, (1943- )
9. Benoît Lutgen, (1970- ), fils de Guy Lutgen
10. Hendrik de Mérode-Westerloo, (1858-1908), (PC), fils de Karel de Mérode-Westerloo, (1824-1892), (PC)
11. Clotilde Nyssens, (1953- ), arrière petite nièce d'Albert Nyssens, (1855-1901), (PC) et descendante d'Alexandre Braun, (1847-1935) (PC).
12. Élise Petre, la nièce d'Andrée Delcourt-Pêtre, (1937- )
13. Joseph d'Ursel, (1848-1903), petit-fils de Karel-Jozef d'Ursel, (1777-1860), (PC)
14. Georges Vilain XIIII, (1866-1931), (PC), fils de Stanislas Vilain XIIII, (1838-1926), (PC)
15. Stanislas Vilain XIIII, (1838-1926), (PC), fils de Charles Vilain XIIII, (1803-1888)
16. Charles Vilain XIIII, (1803-1878), (PC), fils de Charles Hippolyte Vilain XIIII, (1796-1873), (PC)
17. Philippe Vilain XIIII, (1778-1856), (PC), fils de Charles Hippolyte Vilain XIIII, (1796-1873), (PC)
18. Melchior Wathelet (fils), (1977- ), fils de Melchior Wathelet (père), (1949- )

### Écologistes
1. Pierre Hardy (1962-), père de Maxime Hardy (1987-) (PS)
2. Thérèse Snoy (1952 -), fille du comte Jean-Charles Snoy et d'Oppuers (1907-1991), (PSC)
3. Sarah Schlitz (1986 -), Petite-fille de Henri Schiltz (1930-2002) (PS)
4. Elise Willame (1982 -), fille de Isabelle Durant (1954- ) (Ecolo)
5. Jérémie Drouart (1984 -), fils de André Drouart (1957-) (Ecolo)

### Autonomiste wallons
1. Étienne Duvieusart, fils de Jean Duvieusart

## Groupe germanophone

### Écologistes
- Claudia Niessen, fille de Hans Niessen

## Situation actualisée
- Le 15 avril 2009, il y a 123 élus néerlandophones à la Chambre des représentants de Belgique, au sénat, au Parlement flamand et au parlement bruxellois.  26 élus d'entre eux avaient un parent qui fut aussi élu d'un de ces parlements ou qui occupait une fonction locale de haut niveau[16].
- Dans le nord du pays[17], près de la moitié des candidats flamands aux élections fédérales de 2003 et 2007 ont un membre de leur famille qui possède un mandat politique.